# Gillellus chathamensis
Gillellus chathamensis är en fiskart som beskrevs av Dawson, 1977. Gillellus chathamensis ingår i släktet Gillellus och familjen Dactyloscopidae. IUCN kategoriserar arten globalt som sårbar. Inga underarter finns listade i Catalogue of Life.